# Marco Pietteur
Les éditions Marco Pietteur est une maison d'édition belge fondée en 1992 basée à Embourg et orientée sur la santé et la médecine non conventionnelle.

## Description
Son catalogue comprend une centaine de titres, en particulier sur les médecines alternatives comme l'homéopathie, ésotérisme ou l'acupuncture. Par rapport à la pandémie de Covid-19, la ligne éditoriale se situe dans la mouvance des mouvements d'opposition aux mesures de lutte contre la pandémie de Covid-19.

## Auteurs publiés
- Sylvie Simon
- Christian Tal Schaller
- Louis de Brouwer
- Françoise Berthoud
- Peter Lehmann
- Dominique Belpomme
- Jean-Pierre Joseph[2]